# Komedia alternatywna
Komedia alternatywna – termin, który został ukuty w latach 80. XX wieku dla stylu komediowego, świadomie zrywa z głównym nurtem komediowym epoki. Termin ten ma różne konotacje w różnych kontekstach, w Wielkiej Brytanii używano go do opisywania treści, które były „alternatywą” dla głównego nurtu komediowego na żywo, w którym często znajdowały się materiały rasistowskie oraz seksualne. W innych kontekstach charakter formy jest „alternatywny”, unikając polegania na normalnej wersji struktury sekwencji dowcipów z puentami.